# Desmia jonesalis
Desmia jonesalis là một loài bướm đêm trong họ Crambidae.